# ニッポン放送開局記念日スペシャル 笑顔が一番!あなたと一緒に50年
ニッポン放送開局記念日スペシャル 笑顔が一番!あなたと一緒に50年（ニッポンほうそうかいきょくきねんびスペシャル・えがおがいちばん!あなたといっしょに50ねん）は2004年7月15日にニッポン放送にて放送された特別番組。

## 概要
ニッポン放送は7月15日が開局記念日に当たるこの日に、開局50年間の番組を振り返るとともに、名番組、名コーナーの同録テープの音源を紹介。また、過去ニッポン放送に関わったことのあるパーソナリティをゲストに招いて話を聞き、5時から25時まで全日トータル20時間に及び編成。また、25時から10年振りに『桑田佳祐のオールナイトニッポン』を特番として編成し、建て直しが完了し、同年4月に竣工した糖業会館・ニッポン放送本社ビル地下2階に誕生した大型スタジオ「imagineSTUDIO」のオープニングアクトを行った。
また、同局のアナウンサーを開局記念日に初鳴きをさせる慣習に倣い、同年4月に入社した新人アナウンサーである飯田浩司を楽曲リクエスト受付センターリポーターとして初鳴きさせた。

## 出演者

### パーソナリティ
肩書き無しは当時：ニッポン放送のアナウンサー
- 上柳昌彦 - 5:00 - 11:00
- 高田文夫（放送作家） - 11:00 - 14:00
- テリー伊藤（テレビプロデューサー、タレント） - 14:00 - 18:00
- 垣花正 - 14:00 - 18:00、22:00 - 25:00
- 松本秀夫 - 18:00 - 22:00
- 新保友映 - 18:00 - 22:00

### アシスタント
- 増山さやか - 5:00 - 11:00

### リポーター
- 飯田浩司

## タイムテーブル

### あなたのおかげで50年
開局当時の同局OBに当時のエピソードトークを伺う

### HISTORY OF ニッポン放送
開局記念日のから2004年7月時点迄の同局の代表的な番組音源や各時代の音源を紹介しながら、時間毎にブッキングしたゲストとトークする

#### ゲスト
- 東海林のり子（6時台）
- 斉藤安弘（7時台）
- 玉置宏（8時台）
- 吉田照美（9時台）
- 高嶋ひでたけ（9時台）
- 三宅裕司（10時台）

### 高田文夫が語るニッポン放送演芸番組・オールナイト
2部構成で構成され、第1部は「ニッポン放送お笑い番組の歴史」、第2部は「オールナイトニッポンの歴史」を『高田文夫のラジオビバリー昼ズ』の面々で振返るゾーンである

#### パートナー
- 春風亭昇太（第1部）
- 清水ミチコ（第1部）
- 松村邦洋（第2部）

### テリー・垣花のニッポン放送名シーン・リクエスト
リスナーリクエストで、もう一度聞きたい同局で過去放送した番組の名シーンを紹介しつつ、過去同局で番組を受持った後に有名になったアイドルや大物タレントの番組を紹介したエピソードトークで振返ったゾーンである　

#### ゲスト
- 笑福亭鶴光
- せんだみつお
- 亀渕昭信（当時：ニッポン放送 代表取締役社長）

### スポーツ中継の歴史
同局開局以後の50年間のスポーツ実況音源を流しつつ、スポーツの名場面や中継エピソードの裏側等をスポーツ部所属のアナウンサーと振返った

#### ゲスト
- 深沢弘
- 枇杷阪明

### ニッポン放送ヤングタイムを考える
14時台も担当した垣花が再びパーソナリティとして登場し、90年代以降の『オールナイトニッポン』や、若年層向けのワイド番組を当時：パーソナリティであったゲストと紹介した
また、同局元社長であった当時のディレクターと仲違いしていた、伊集院が10年振りに同局の敷居を跨ぎ、『伊集院光のOh!デカナイト』の一夜限りの復活と第1回の同録で振返った

#### ゲスト
- 伊集院光（22時台）
- 西川貴教（23時台）
- 上田晋也（24時台）